# Drosera sidjamesii
Drosera sidjamesii är en sileshårsväxtart som beskrevs av Allen Lowrie och John Godfrey Conran. Drosera sidjamesii ingår i släktet sileshår, och familjen sileshårsväxter. Inga underarter finns listade i Catalogue of Life.